# Gillets hemlighet
Gillets hemlighet är ett drama av August Strindberg, med premiär 1880. Strindberg påbörjade dramat under hösten 1879 och blev färdig i januari året för premiären, men hade planerat det under flera år. Handlingen tilldrar sig år 1402 och kretsar kring byggandet av Uppsala domkyrka. Författaren hade bedrivit omfattande studier i kyrkans historia, och engagerat sig i de diskussioner som fördes med anledning av dess förestående restaurering.